# 談判
談判（英語：Negotiation）是兩個以上的個人或群體之間的對話，旨在就一個或多個（尚未出現共識的）問題達成對彼此有助益的結果，其中至少存在與這些問題中的一個相關的衝突。談判是實體之間的互動和過程，這些實體渴望就共同利益的問題達成一致，同時滿足各自的需求。 這種有益的結果可以適用於所有相關方，也可以僅適用於其中的一個或一些。談判者需要了解談判過程和其他談判者，以增加他們達成交易的機會，避免衝突，與其他各方建立關係並獲得收益 且最大化互惠互利。
它旨在解決分歧點，為個人或集體獲得優勢，或產生可以滿足各種利益的結果。分配性談判（英語：Distributive negotiation）或妥協是透過提出立場並做出讓步以達成一致來進行的。談判雙方對對方實施談判方案的信任程度是決定談判是否成功的主要因素。
人們每天都在進行談判，但經常不會將該些活動視為談判。 談判發生在組織中，包括企業、非營利組織、政府內部和政府之間以及銷售和法律程序以及個人婚姻、離婚、育兒等情況。專業談判者往往是專業的，例如工會談判者、槓桿收購談判者、和平談判者或人質談判者。他們也可能以其他頭銜工作，例如外交官、立法者或經紀人。還有一種由算法或機器進行的協商，稱為自動化協商（英語：Automated negotiation）；考慮其自動化，談判參與者和過程必須正確建模。

## 談判策略
談判形式非常多元，從專業談判者代表特定組織或立場，參與正式談判，到朋友間的非正式談判。相對於談判，調解係由中立第三方者聽取雙方意見，由調解人協助擬定協議；相對於仲裁，仲裁涉及法律程序。仲裁中，兩造將提出自身論點，由仲裁人決定最終結果。此種談判有時稱作立場談判或強硬交涉(hard-bargaining)。
談判理論家通常將以二分法區分談判，但是不同理論家使用不同名稱區別此兩大類的談判。